# Stål og Tråd A/S
|  | Denne artikel er oprettet af botten Steenthbot ud fra en ekstern database. Den kan derfor have sproglige fejl eller mangler. Denne skabelon kan fjernes efter kontrol af indholdet. |

Stål og Tråd A/S er en dansk dokumentarfilm fra 1982 instrueret af Per Holst.

## Medvirkende
- Flemming Enevold
- Paul Hüttel
- Merete Voldstedlund
- Sejer Andersen
- Hardy Rafn
- Steen Johansen